# Jan Pindór
Jan Pindór (ur. 5 grudnia 1852 w Lesznej Górnej, zm. 29 grudnia 1924 w Cieszynie) – był polskim pastorem i teologiem ewangelicko-augsburskim, działaczem narodowym, tłumaczem oraz działaczem Społeczności Chrześcijańskiej.

## Życiorys
Był synem Jana, rolnika i wójta; bratem ks. Józefa Pindóra (1864–1919). Ukończył gimnazjum w Cieszynie w 1873, a następnie studia teologiczne w Wiedniu i Lipsku w 1876.
Założył stowarzyszenie trzeźwości, zwane „Związek Postępu i Oświaty”. W 1893 w okresie trwania wystawy światowej w Chicago ewangelizował Polonię amerykańską.
Był żonaty z Heleną; pozostawił syna Karola.

## Publikacje

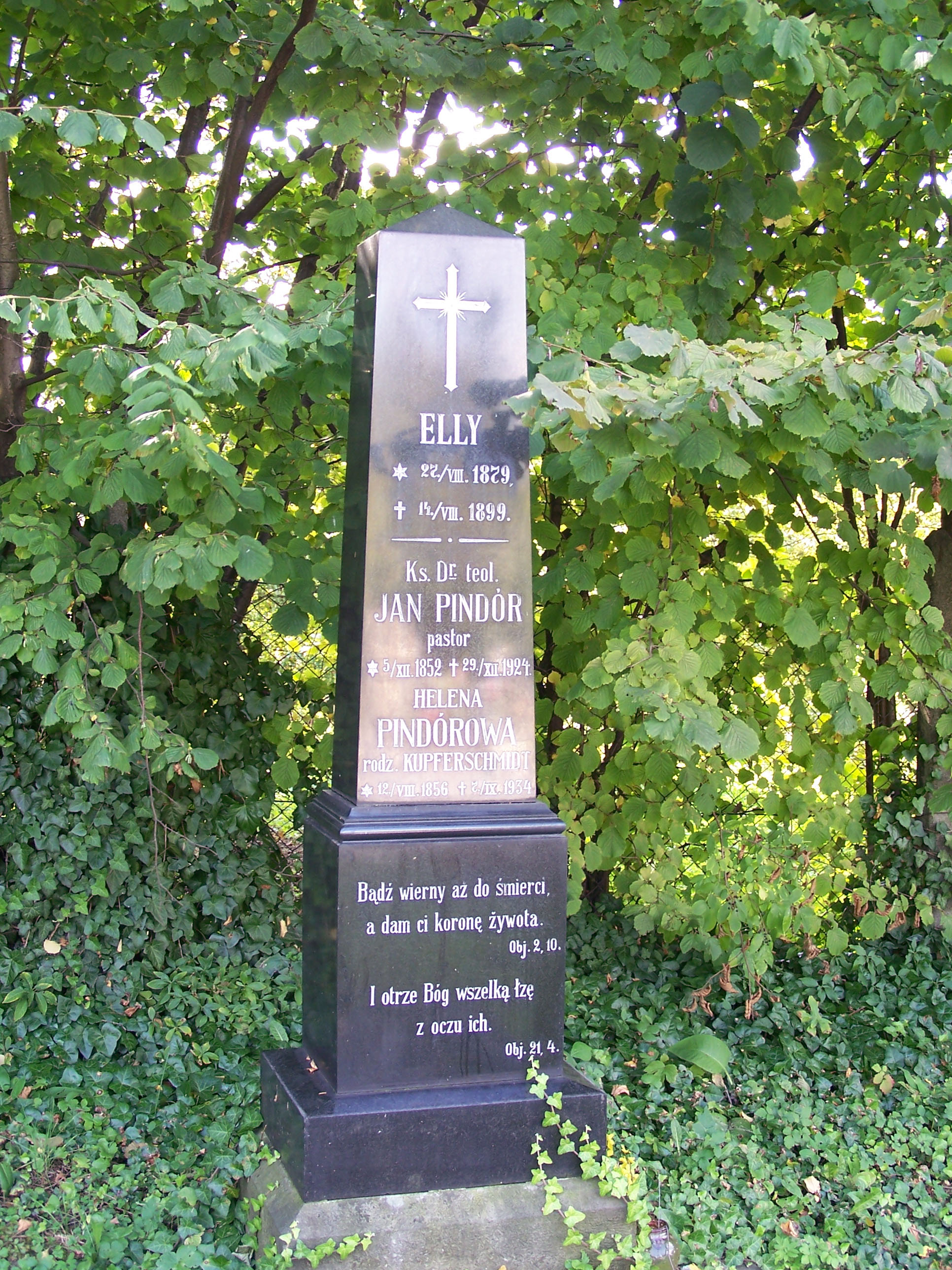
Grób Jana Pindóra

### Przekłady
1. Tomasz a Kempis, O naśladowaniu Chrystusa
2. Jan Ámos Komenský, Labirynt świata i raj serca
3. J.H. Merle d’Aubigne, Historya reformacyi szesnastego wieku

### Dzieła własne
- Wspomnienia z podróży do Ameryki, 1894
- Pamiętnik cz. 1, Czeski Cieszyn 1931